# Ikarus 250
Ikarus 250 — високопідлоговий міжміський 12-метровий угорський автобус, що вироблявся з 1970 по 1999 рік. За 29-річний час виробництва було випущено близько 130 тисяч таких моделей, дещо видозмінених з модифікацією Ikarus 250-…, перший зразок автобуса виготовлено у 1967 році. Попри те, що автобуси значно застаріли та не відповідають переважній більшості вимог сучасним «лайнерам», вони дуже часто використовуються на міжміських маршрутах та перебувають у доброму технічному стані через просту конструкцію вагонного кузова, що вперше застосована на автобусах Setra S8 1951 року.

## Загальний опис моделі

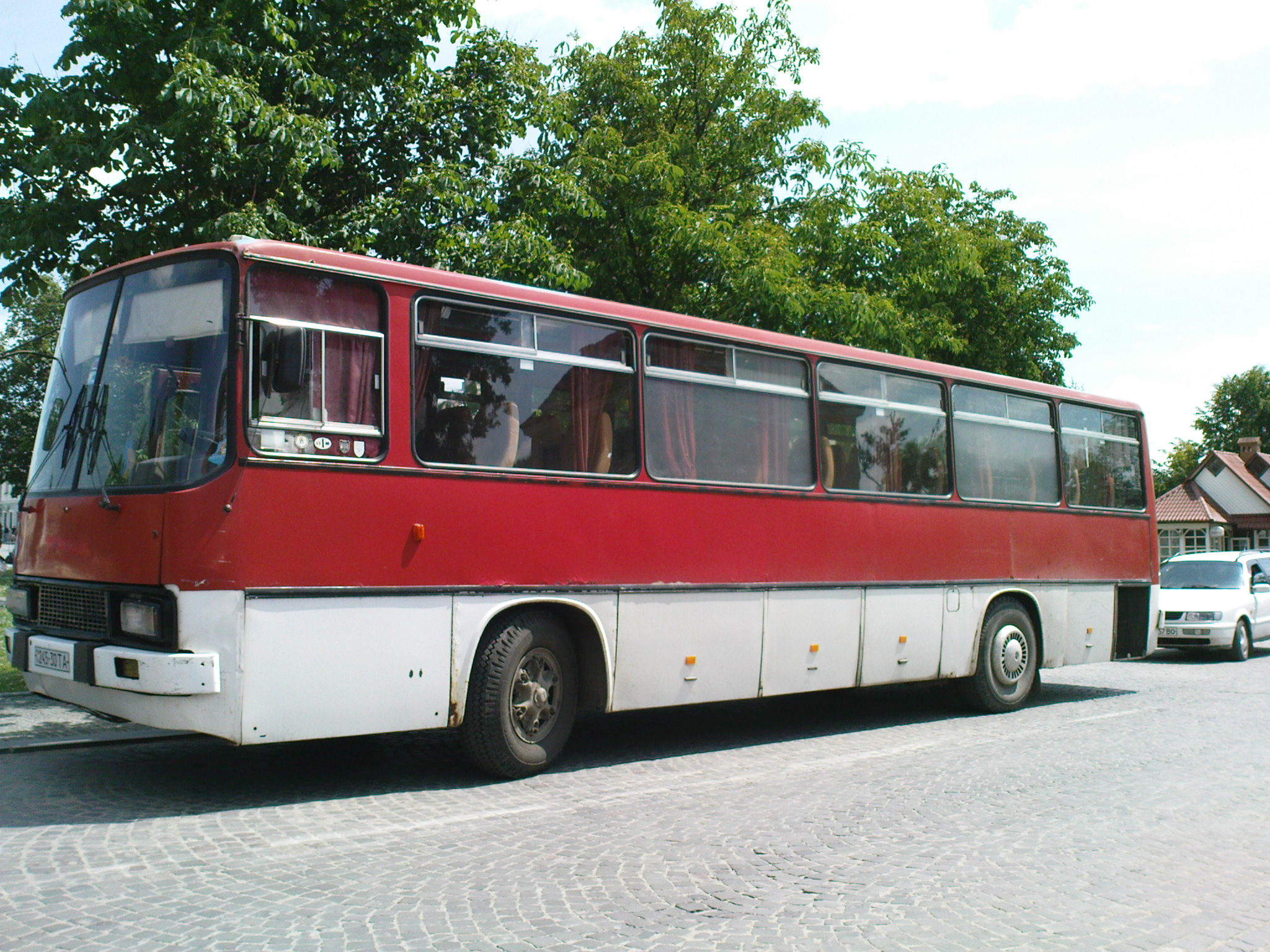
Ікарус 250 уніфікований з Ikarus 255

### Кузов
Будова кузова автобуса Ікарус 250 хоч не є надто звичною для сучасних автобусів, проте була широко популярна на час початку виробництва таких автобусів — зовнішній каркас автобуса вагонного компонування, і лише передок непрямий і похилий. Обшивка автобуса складається зі сталі та забезпечує мінімальну деформацію кузова — обшивка настільки тривка, що не деформується і через 30 років експлуатації.
Проста форма кузова та нескладна технічна будова даної моделі і є причиною відмінного стану автобусів, що від'їздили понад 30 років. На передку автобуса розміщено 2—4 фари (у деяких модифікаціях Ікаруса 250-го розміщено 2 передні фари високої потужності), або ж 4 фари середньої потужності.

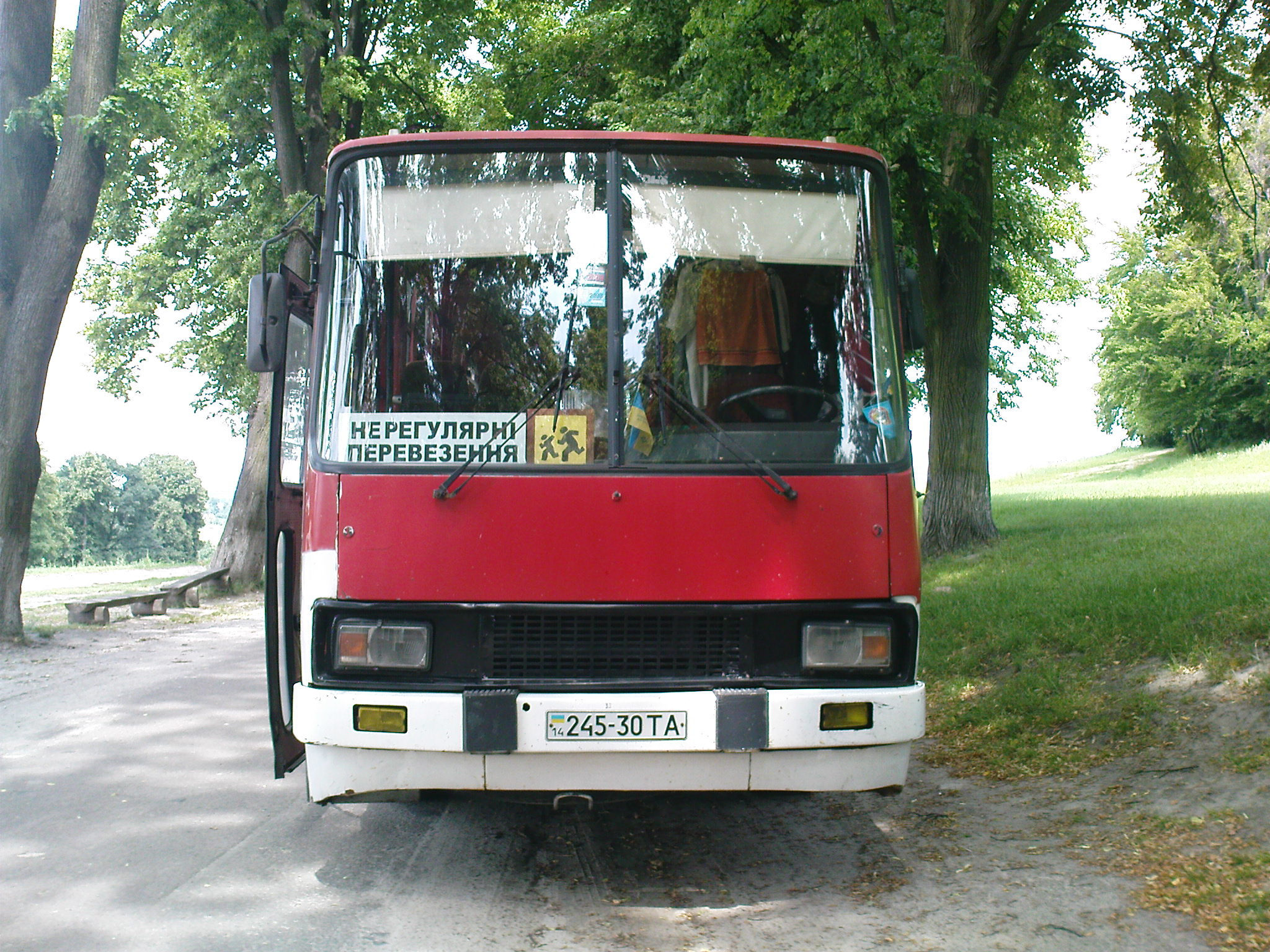
Ікарус 250, з модифікованою передньою частиною спереду у Брюховичах, Львівська область

По боках автобуса розташовано багажні відсіки для вантажу та поклажі пасажирів, об'єм одного з двох відсіку становить 5.3 м³ (разом — 10.6 м³). Ці відсіки відчиняються або руками за спеціальну витяжну ручку, або кнопкою на панелі приладів.
По боках автобуса розташовано по 6 габаритних вогнів та 6 задніх фар (як у автобусів з того часу, коли Ікаруси 250-ті почали вироблятися). На передку розташовано бампер, що приварений до кузова, і буксирувальний пристрій у разі несправності автобуса.
Вікна автобуса невеликого розміру, 2 склоочисники важільні, є функція миття скла, проте вона встановлюється за замовленням.

### Двигун
Двигун «RABA» (горизонтальний, 6-циліндровий, робочий об'єм 10,35-10,7 л, потужність 192—250 к.с.) розташовано ззаду на правому боці автобуса. Ресурс до капремонту досить великий. Має слабкий глушник та дуже шумний, що є великим недоліком даної моделі.

### Двері
Має 2 двері — передні, з електропневмоприводом, відчиняються та зачиняються за допомогою кнопки на панелі приладів та розсуваються за типом усіх туристичних автобусів — важелем відкривають простір та заходять за передній вхід.
Задні двері знаходяться з самого заду автобуса перед самим останнім рядком сидінь та відчиняються рукам натиском важеля.

### Салон
Салон автобуса Ікарус-250 хоч і далекий від сучасних автобусів, проте особливих вад не має; у салоні розташовано 43—57 парних крісел з високою спинкою, проте відстань між кріслами невелика — близько 65 сантиметрів між сидіннями; на них встановлено дерев'яні підлокітники, крісла жорсткі та порівняно незручні.
У салоні встановлено плафонову підсвітку з 8 ламп, замість люка примусового обдуву зроблено 3 люки, що працюють як кондиціонери. Опалення проведене по панелях, що унизу сидінь. З самого заду розташовано 5 крісел та у тій частині салону найбільш шумно та спекотно через близькість до потужного дизельного двигуна. Крісла також можуть слабо відкидатися за допомогою кнопки на підлокітниках, приблизно на 100—110 °. Місце водія зроблене за схожим стилем, як і крісло, на панелі приладів багато важелів та кнопок і 5 стрілкових приладів: спідометр з одометром (доволі простий, максимальна позначка — 120 км/год, таку швидкість автобус розвинути може), тахометр (2.8 тисяч оборотів за секунду) та кілька допоміжних приладів (вольтметр, бензинометр), які додатковим світлом не освічуються. Кермова система ZF S6-90U; є 6 передач що переключаються приблизно так: 1 — 0—20 км/год; 2 — 20—40 км/год 3 — 45—68 км/год; 4 — 70—90 км/год і 5 — 90—120 км/год; 6 передача («R») — заднього ходу до швидкості 26 км/год. Тахометр розміщено на лівій частині панелі.
Дверей спеціально для водія немає, тому перегородки, як і самої кабіни немає. Біля водія розміщено запасне відкидне місце для екскурсовода чи другого водія, у випадку роботи на екскурсіях до обладнання автобуса можне додатися мікрофон та навіть інтерактивна дошка. DVD-телевізорів у автобусі немає, хоча вони можуть встановлюватися.
Вікна несуцільні; їх відокремлено спеціальною гумовою рамкою на 5 великих з кожної сторони, вікна зазвичай нетоновані, хоча можуть клеїтися за замовленням. Завіски від сонця часто є червоними, що погано захищає від сонця.

## Зручності та проблеми конструкції
Через застарілість автобус часто не дотягує до рівня сучасних туристичних лайнерів, не у останню чергу через особливості конструкції автобусів 1970-х років, що мало придатні до переобладнання згідно сучасних вимог до туристичних лайнерів. 
Перша та найсерйозніша вада даної машини — це дуже шумний дизельний двигун «Raba-MAN D2156HM6U», більш як 100 децибел назовні, у салоні шум двигуна чутний слабше, проте не набагато (40—70 децибел залежно від місця в салоні). Найбільше автобус шумить під час початкового прискорення 10—20 км/год на першій передачі. 
Іншою вадою конструкції стало формування та розміщення крісел, що мало відкидаються, а також мала відстань від ряду до ряду. Через відстань у 60—70 сантиметрів, неможливо встановити додаткові зручності сучасних автобусів, наприклад відкидний міні-столик. Проте через цей недолік середня пасажиромісткість зросла до 51 пасажира. 
Немає у автобуса також тонованих вікон та індивідуального обдуву, що існує у більшості туристичних лайнерів. Завіски зазвичай червоного кольору, що слабо захищають від сонця. 
Іще одним недоліком залишаються величезні витрати палива, 26—40 літрів дизпалива на 100 кілометрів при швидкості 50—60 км/год. Також недоліком є стандартизована підставка для ніг. Одним з недоліків конструкції є ручні задні двері та їхнє розташування.
Попри численні недоліки, автобус має ряд переваг — у салоні є три повітряні люки для обдуву, що забезпечують потужну вентиляцію автобуса. У салон ведуть лише три невисокі сходинки, що є зручним для людей похилого віку. Підвіска пневматична, що забезпечує м'якість перевезення бездоріжжям та вибоїнами.

## Технічні характеристики
| Повні технічні характеристики моделі Ikarus 250      |                                       |
| Загальні дані                                        |                                       |
| Клас                                                 | автобус                               |
| Призначення                                          | міжміський, екскурсійний, туристичний |
| Роки випуску                                         | 1970—1999                             |
| Найперша модель, рік випуску                         | 1967                                  |
| Конструкція                                          |                                       |
| Довжина, мм                                          | 12000                                 |
| Висота, мм                                           | 3200                                  |
| Ширина, мм                                           | 2500                                  |
| Колісна база, мм                                     | 6330                                  |
| Кліренс, мм                                          | 350                                   |
| Передній звис, мм                                    | 2460                                  |
| Задній звис, мм                                      | 3180                                  |
| Споряджена маса, кг                                  | 11000                                 |
| Повна маса, кг                                       | 16000                                 |
| Навантаження на передню вісь, кг                     | 6540                                  |
| Навантаження на задню вісь, кг                       | 10800                                 |
| Кількість дверей, шт                                 | 2                                     |
| Радіус повороту, м                                   | 10.9                                  |
| Максимальний кут підйому при повному завантаженні, % | 20                                    |
| Салон                                                |                                       |
| Загальна пасажиромісткість, чол                      | 44—57                                 |
| Об'єм багажних відсіків, м³                          | 2×5,3                                 |
| Маса багажу, кг                                      | 1150                                  |
| Двигун                                               |                                       |
| Тип двигуна                                          | дизельний                             |
| Назва                                                | Raba-MAN D2156HM6U (Т)                |
| Об'єм паливного бака, літри                          | 250                                   |
| Обертальний момент, Нм                               | 696—883                               |
| Шум за швидкості 0—20 км/год, Дб                     | 100—120                               |
| Шум за швидкості 20—40 км/год, Дб                    | 90                                    |
| Шум за швидкості 40—60 км/год, Дб                    | 70                                    |
| Шум за швидкості 60—80 км/год, Дб                    | 60                                    |
| Шум за швидкості 90—120 км/год, Дб                   | 50                                    |
| Податкова норма витрат палива, літри                 | 17                                    |
| Швидкість та рух                                     |                                       |
| Тип коробки передач                                  | ZF S6-90U                             |
| Кількість швидкостей, шт                             | 6                                     |
| Максимальна швидкість, км/год                        | 106 (120)                             |
| Розгін 0—60 км/год, сек                              | 22                                    |
| Витрати палива на 100 км при 60 км/год, л            | 26.5—40                               |
| Гальмівний шлях з 60 км/год, м                       | 36.6                                  |

## Модифікації Ikarus 250

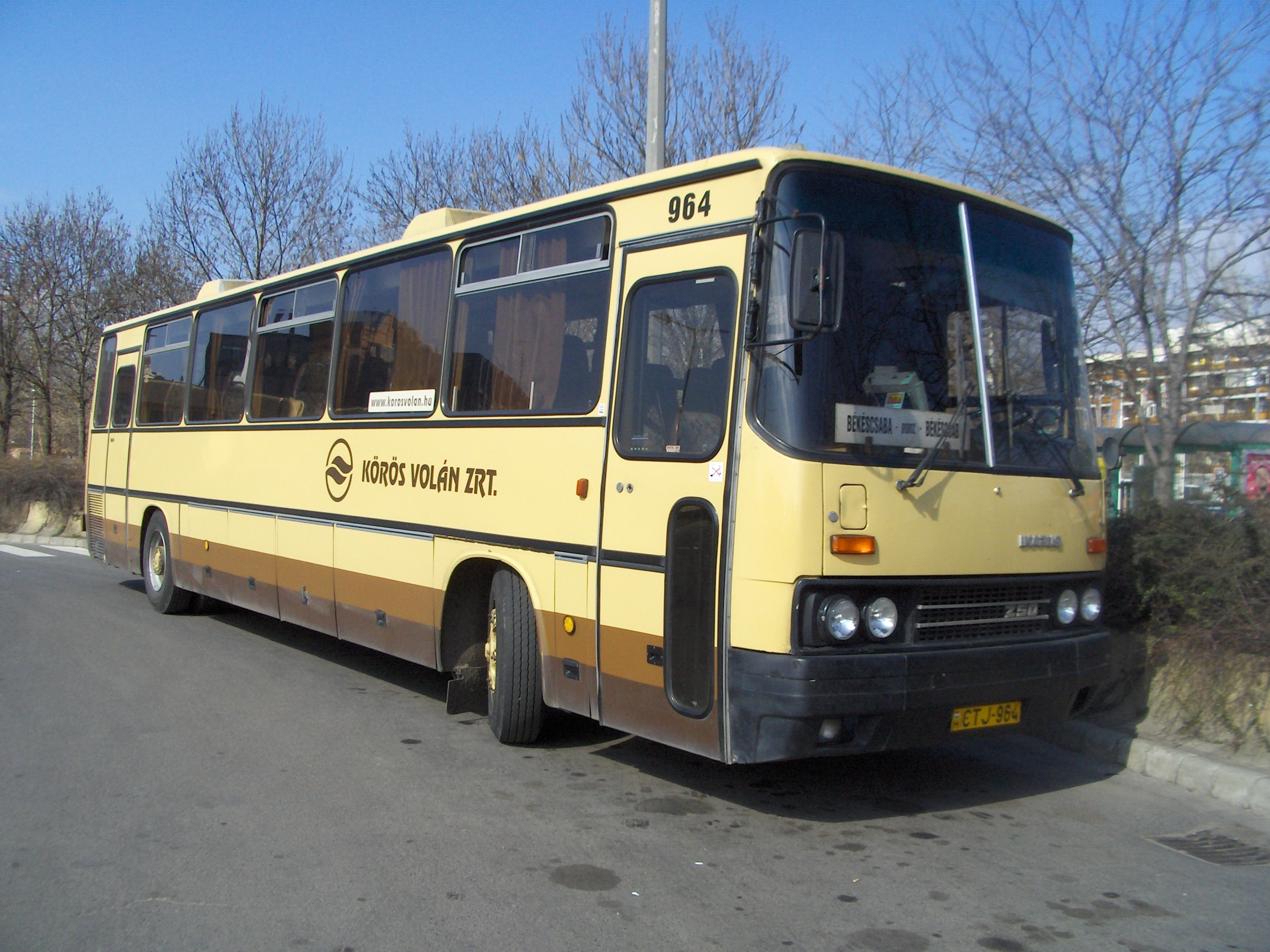
Ікарус 250

Через успіх у використанні, автобус Ікарус-250й мав декілька модифікацій з невеликимм відмінностями кузова, двигуна чи облицювання:
- Ikarus 250.04; Ikarus 250.09; Ikarus 250.12 — саме ці моделі були найперше завезені у СРСР. Такі машини мали лише одні двері, потужність двигуна 192 кінських сил, об'єм двигуна 10.4 л та максимальну швидкість 92 км/год.
- Ikarus 250.22 — автобус випускався з 1977 по 1980 роки. Одна з головних зовнішніх відмінностей - вперше отримав широкий пластиковий бампер.
- Ikarus 250.58 — нова розробка Ікаруса, що випускалася з 1980 року.[1]. Нова модифікація отримала шестишвидкісну коробку передач, потужність 220 кінських сил та максимальну швидкість 97 км/год.
- Ikarus 250.59 — одна з найчастіше застосованих моделей Ікаруса 250, вироблялася з 1984 року. Отримав автоматичні двері з електропневмоприводом, що рухалися паралельно стінці автобуса, отримав максимальну швидкість 106 км/год.
- Ikarus 250.93; Ikarus 250.95 — оновлені та покращені моделі Ікарус-250, що вироблялися на початку 1990-тих років.[1]

## Цікаві факти про модель

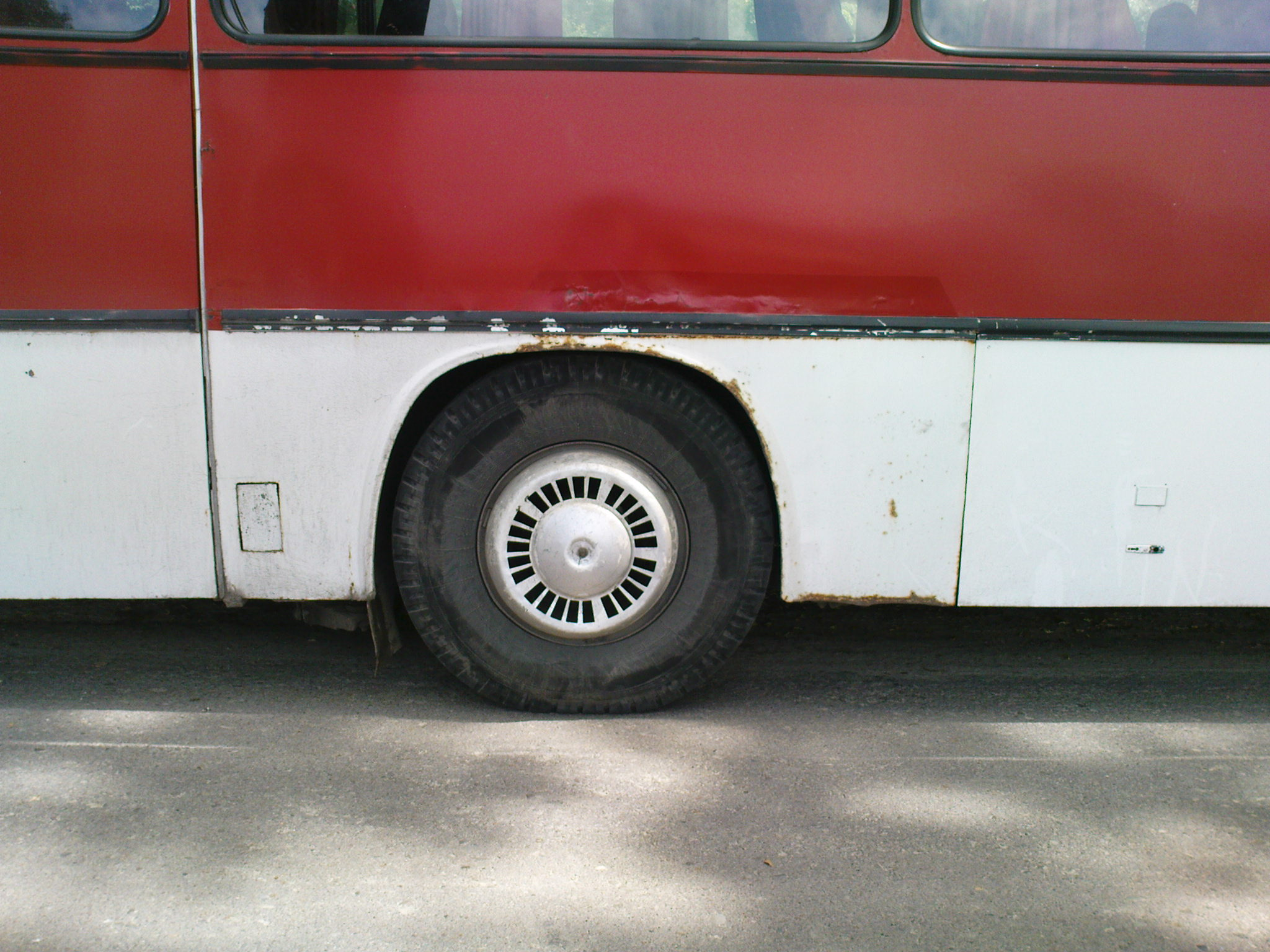
Колесо Ikarus 250, що у точності подібно до коліс автобусів «Setra»

- дана модель автобусів вироблялася протягом 29 років (1970—1999), що є одним з рекордів тривалості виробництва одної моделі
- автобуси Ікарус-250 були завезені в Україну у 1970-х роках[1], та виконували функції міжміських автобусів, проте у 1990-х, через різку нестачу автобусів на міських маршрутах, працювали на міських маршрутах, як звичайні міські автобуси. Також пристосовані працювати як міські екскурсійні, міжміські і туристичні, проте останніми працюють нечасто через невідповідність до технічних норм сучасних туристичних автобусів.
- незважаючи на свій вік, автобуси досі лишаються у хорошому технічному стані через просту конструкцію та ресурс кузова у термін більш як 50 років
- у задній частині автобуса при знятті кількох сидінь може встановлюватися туалет, холодильник та навіть мінібар.
- колеса автобуса Ікарус-250 застосовуються у більшості автобусів Setra, переважно у старших моделей.
- конструкція дозволяє встановити ще щонайменше 5 додаткових крісел, збільшуючи пасажиромісткість до 60—62 місць.
- у 1968—1971 роках автобус отримав декілька нагород як: Велика срібна ваза союзу Французьких кузовобудівельників; Срібна ваза князівства Монако і Бронзова медаль міжнародного автобусного тижня